# Île de l'Amirauté
Pour les articles homonymes, voir îles de l'Amirauté et Amirauté.
L'île de l'Amirauté (en anglais, Admiralty Island) est une des îles de l'archipel Alexandre en Alaska du Sud-Est. Elle a une superficie de  4 264 km2 avec une longueur de 145 km et 56 km de large. C'est l'une des îles ABC d'Alaska.

## Histoire
Connue par les Amérindiens Tlingit sous le nom de Kootznoowoo ou « forteresse de l'ours », l'île abrite la plus forte densité d'ours bruns d'Amérique du Nord avec une population estimée à 1 600 ours soit trois fois plus que la population humaine de l'île. Angoon, communauté traditionnelle Tlingit qui abrite 572 personnes est la seule agglomération bien qu'une section mais inhabitée de la ville de Juneau couvre 264,68 km2 (6,2 %) du nord de l'île. La population totale, au recensement de 2000, était de 650 habitants.

## Géographie
La majeure partie de l'île, plus de 3 860 km2, est occupée par l'Admiralty Island National Monument, une zone fédérale de protection de la vie sauvage. La vie sauvage dans le sud-est de l'Alaska est unique car elle couvre une grande zone de forêt primaire. Ces forêts fournissent le meilleur habitat possible pour des espèces comme l'ours brun, le pygargue à tête blanche (faussement appelée aigle à tête blanche) et une variété de cerf-mulet des montagnes Rocheuses.
L'île a trois sites de minerais. La mine  de cuivre-nickel-cobalt de Funter Bay à l'extrême nord de l'île découvert en 1919 a été exploité de manière significative (500 000 tonnes de minerai) . 